# 아민 시머먼
아민 시머먼(Armin Shimerman, 1949년 11월 5일 ~ )은 미국의 배우이자 성우이다.

## 출연 작품
- 갤럭시 히어로즈: 라쳇 앤 클랭크 (2016)
- 더 서브라임 앤 뷰티풀 (2014)
- 아틀라스 슈러그드: 파트 1 (2011)
- 더 맨 후 뉴 하우 투 플라이 (2010)
- 래쳇 & 크랭크 퓨쳐: 어 크랙 인 타임 (2009)
- 바이오니클 4 - 전설의 부활 (2009)
- 배트맨 - 브레이브 앤 더 볼드 (2008)
- 델고 (2008)
- 인새니테리움 (2008)
- 인베이젼 (2005)
- 투명 인간 (2000)
- 잃어버린 세계 (1998)
- 로라 (1997)
- 뱀파이어 해결사 (1997)
- 아이 포 아이 (1996)
- 드림 맨 (1995)
- 스타 트렉 - 보이저: 케어테이커 (1995)
- 스타 트렉 - 스페이스 나인 (1993)
- 지옥의 슬로터 (1993)
- 스타 트렉 - 스페이스 나인 TV 시리즈 (1993)
- 우주의 투사 (1991)
- 영혼과 기적 (1991)
- 지옥의 반담 (1990)
- 캠퍼스 괴물 소동 (1989)
- 기적의 활주로 (1989)
- 마피아 알 카포네 (1987)
- 스타 트렉 - 넥스트 제너레이션 TV 시리즈 (1987)
- 하몬드가의 비밀 (1987)
- 데이트 소동 (1987)
- 미녀와 야수 (1987)
- LA 로 (1986)
- 힛처 (1986)
- 제시카의 추리 극장 (1984)
- 스타더스트 메모리스 (1980)